# Жуков, Аркадий Алексеевич
Арка́дий Алексе́еевич Жу́ков — советский военачальник, капитан 1 ранга, командир подводных лодок Д-2 «Народоволец» и К-21.

## Биография
Аркадий Жуков родился 31 декабря 1903 года в местечке Топорня Вологодской губернии ныне Кирилловский район Вологодской области. По национальности русский, беспартийный.
На морской службе с 1925 года. Окончил Военно-морское училище им. Фрунзе в 1933 году. Службу проходил в различных должностях на подводных лодках Черноморского, Балтийского и Северного флотов.
С 1933 по 1934 год штурман подводной лодки «Коммунист», с 1934 по 1935 год штурман подводной лодки «М-71» . В 1936 году окончил курсы командного состава при Учебном отряде подводного плавания. С 1936 по 1937 год помощник командира подводной лодки «Щ-316» которая в мае 1937 года была переименована в «Щ-404». 18 сентября 1937 года был переведен на Северный флот на должность командира подводной лодки «Щ-403», которую занимал до 28 июня 1938 года. 28 июня 1938 года был назначен командиром подводной лодки Д-2 «Народоволец». В апреле-мае 1939 года его подводная лодка обеспечивала радиосвязью самолёт В. К. Коккинаки во время его беспосадочного перелёта в США.
Командовал «Народовольцем» до 1 сентября 1939 года. В октябре 1939 года был назначен командиром крейсерской лодки «К-21», в этой должности и застала Жукова Великая Отечественная война.
Совершил на «К-21» два боевых похода, произвёл четыре торпедных атаки, в ходе которых был поврежден вражеский транспорт. На одной из двух минных постановок подорвалось каботажное судно «Bessheim» (1774 брт), на борту которого из Квальсунда в Хаммерфест перевозились отпускники вермахта и немецкий охотник «Uj-1110», а артиллерией был уничтожен мотобот «Ingoy» водоизмещением 15 брт. Несмотря на имевшиеся успехи в боевых походах, за допущенные недостатки в службе был отстранен от командования подводной лодкой. 4 марта 1942 года на должность командира «К-21» был назначен Николай Лунин.
С 1942 по 1944 год командир сторожевого корабля «СКР-28» «Рубин». 20 мая 1944 года осуждён военным трибуналом к 8 годам исправительно-трудовых лагерей и в июне того же года уволен из ВМФ с лишением воинского звания капитан 3-го ранга.
В 1945 году освобожден от отбытия наказания по Указу Президиума Верховного Совета СССР от 7 июля 1945 года и 6 сентября 1945 года восстановлен в звании и на военной службе.
С сентября 1945 года по октябрь 1947 года вновь командовал подводной лодкой «К-21». С 1947 по 1951 командир эсминца «Громкий». С 1951 по 1954 командир плавбатареи «Волхов» (бывший линкор «Марат»). В звании капитана 1-го ранга уволен с военной службы в 1954 году. После ухода с военной службы работал на Ладоге капитаном сухогруза «Видлица». Вместе с другими ветеранами занимался патриотическим воспитанием молодежи.
Похоронен на Северном кладбище Санкт-Петербурга.

## Награды
- Орден Ленина (30.04.1954)[6]
- Орден Красного Знамени (15.12.1941)[6]
- Орден Красного Знамени (05.11.1946)[6]
- Орден Красной Звезды (23.02.1938) [6]
- Орден Красной Звезды (30.04.1946) [6]
- Медали СССР